# Gertrud Rittmann-Fischer
Gertrud Rittmann-Fischer (* 7. Juli 1922 in Dietingen; † 24. November 2021 in Königsbach an der Weinstraße) war eine deutsche Goldschmiedin.

## Leben
Gertrud Rittmann-Fischer wuchs in Dietingen auf. Ihre Eltern waren als Goldschmiede tätig. Nach ihrem Schulabschluss absolvierte sie eine Ausbildung zur Goldschmiedin an der Goldschmiedeschule mit Uhrmacherschule Pforzheim und an der Staatlichen Zeichenakademie Hanau. Nachdem sie einige Jahre lang in der Werkstatt ihrer Eltern gearbeitet hatte, machte sie sich im Jahr 1960 selbständig und eröffnete ihr eigenes Atelier in Deidesheim. Im Jahr 1979 gründete sie das Künstlernetzwerk Creativ-Kreis-International (CKI) und organisierte dafür im Laufe der Jahre zahlreiche Ausstellungen. Ihre Werke mit Emaille wurden unter anderem im Goethe-Institut Bulgarien ausgestellt. Sie blieb bis ins Alter beruflich aktiv und betrieb Kurse zum Emaillieren. Nebenbei organisierte sie Hilfsaktionen für Schulen und Waisenhäuser in Russland und in Afrika. Für ihr ehrenamtliches Engagement wurde sie im Jahr 1995 mit dem Verdienstorden der Bundesrepublik Deutschland und im Jahr 1999 mit dem Verdienstorden des Landes Rheinland-Pfalz ausgezeichnet.
Gertrud Rittmann-Fischer war von April 1946 bis zu seinem Tod mit August Fischer (1923–2019) verheiratet, mit dem sie eine Tochter und einen Sohn hatte. Die Familie lebte viele Jahre lang in Großlittgen. Im Jahr 2007 zogen sie nach Königsbach an der Weinstraße. Sie starb am 24. November 2021 im Alter von 99 Jahren.